# Cranopsis granulata
Cranopsis granulata är en snäckart som först beskrevs av Giuseppe Seguenza 1862.  Cranopsis granulata ingår i släktet Cranopsis och familjen nyckelhålssnäckor. Inga underarter finns listade i Catalogue of Life.